# サンジャースレン・ミヤラグチャー
サンジャースレン・ミヤラグチャー（Sanjaasuren Miyaragchaa 1983年8月30日- ）はモンゴルの柔道選手。階級は66kg級。

## 人物
2009年のアジア選手権では3位だった。2010年のワールドマスターズでは優勝を飾った。グランドスラム・パリでは2位となった。グランドスラム・リオデジャネイロでは3位だった。2012年のワールドマスターズでは決勝でオリンピック代表争いをしている同僚のハシュバータル・ツァガンバータルを小内刈で破って2年ぶり2度目の優勝を果たした。アジア選手権とグランドスラム・モスクワでも3位になった。しかし世界ランキングが8位だったために、ロンドンオリンピック代表には世界ランキング3位とより上位に位置していたハシュバータルが選ばれて、代表にはなれなかった。2013年には地元開催のグランプリ・ウランバートルで優勝を飾った。
また、サンボの世界選手権では2007年に68kg級で2位になった。

## 主な戦績
- 2007年 - 青島国際　3位
- 2008年 - 青島国際　3位
- 2009年 - アジア選手権　3位
- 2009年 - グランプリ・青島　優勝
- 2010年 - ワールドマスターズ　優勝
- 2010年 - グランドスラム・パリ　2位
- 2010年 - ワールドカップ・ウィーン　2位
- 2010年 - グランドスラム・リオデジャネイロ　3位
- 2010年 - ワールドカップ・ウランバートル　2位
- 2011年 - ワールドカップ・ウランバートル　2位
- 2011年 - グランプリ・アブダビ　優勝
- 2011年 - グランプリ・アムステルダム　2位
- 2012年 - ワールドマスターズ　優勝
- 2012年 - アジア選手権　3位
- 2012年 - グランドスラム・モスクワ　3位
- 2013年 - ワールドマスターズ　5位
- 2013年 - グランプリ・ウランバートル　優勝
- 2014年 - 東アジア選手権　3位
- 2015年 - 東アジア選手権　3位